# Paul Hagemans
Paul Hagemans, né à Anvers le 6 décembre 1884 et mort à Uccle le 21 avril 1959, est un artiste peintre belge.
Après s'être formé à l'Académie royale des beaux-arts de Bruxelles dans les ateliers de Isidore Verheyden et Herman Richir, il commença une carrière variée où il s'intéressa à plusieurs techniques, la peinture à l'huile, l'aquarelle et la lithographie.
Il fit également des projets de vitraux comme ceux de la cathédrale de Port-au-Prince d'Haïti, notamment Sainte Monique. 
Il est le fils du peintre Maurice Hagemans, frère de l'artiste peintre Germaine Hagemans et beau-père du peintre Wolmans.